# Areva subfulgens
Areva subfulgens är en fjärilsart som beskrevs av William Schaus 1896. Areva subfulgens ingår i släktet Areva och familjen björnspinnare. Inga underarter finns listade i Catalogue of Life.